# Tamami Yagi
Tamami Yagi (jap. 八木 たまみ, Yagi Tamami; * 15. November 1959 in Isesaki, Präfektur Gunma) ist eine ehemalige japanische Hochspringerin.
1977 wurde sie Siebte beim Leichtathletik-Weltcup in Düsseldorf und gewann Silber bei den Pacific Conference Games.
Weitere Silbermedaillen holte sie bei den Asienspielen 1978 in Bangkok und bei den Leichtathletik-Asienmeisterschaften 1979.
Von 1977 bis 1979 wurde sie dreimal in Folge Japanische Meisterin. Ihre persönliche Bestleistung von 1,90 m stellte sie am 19. Oktober 1978 in Matsumoto auf.